# Aedes bimaculatus
Aedes bimaculatus é um espécie de mosquito do género Aedes, pertencente à família Culicidae.